# Hans Holbein mladší
Hans Holbein mladší (asi 1498 – mezi 7. a 29. listopadem 1543) byl německý renesanční malíř a grafik, syn Hanse Holbeina staršího, ve své tvorbě ovlivněný Albrechtem Dürerem a Leonardem da Vincim. Vytvořil řadu portrétů a dřevořezů, stal se dvorním malířem anglického krále Jindřicha VIII. Je všeobecně uznáván za jednoho z nejlepších portrétistů raného novověku.

## Životopis

### Rané období

Vyslanci, 1533, olej na dřevě

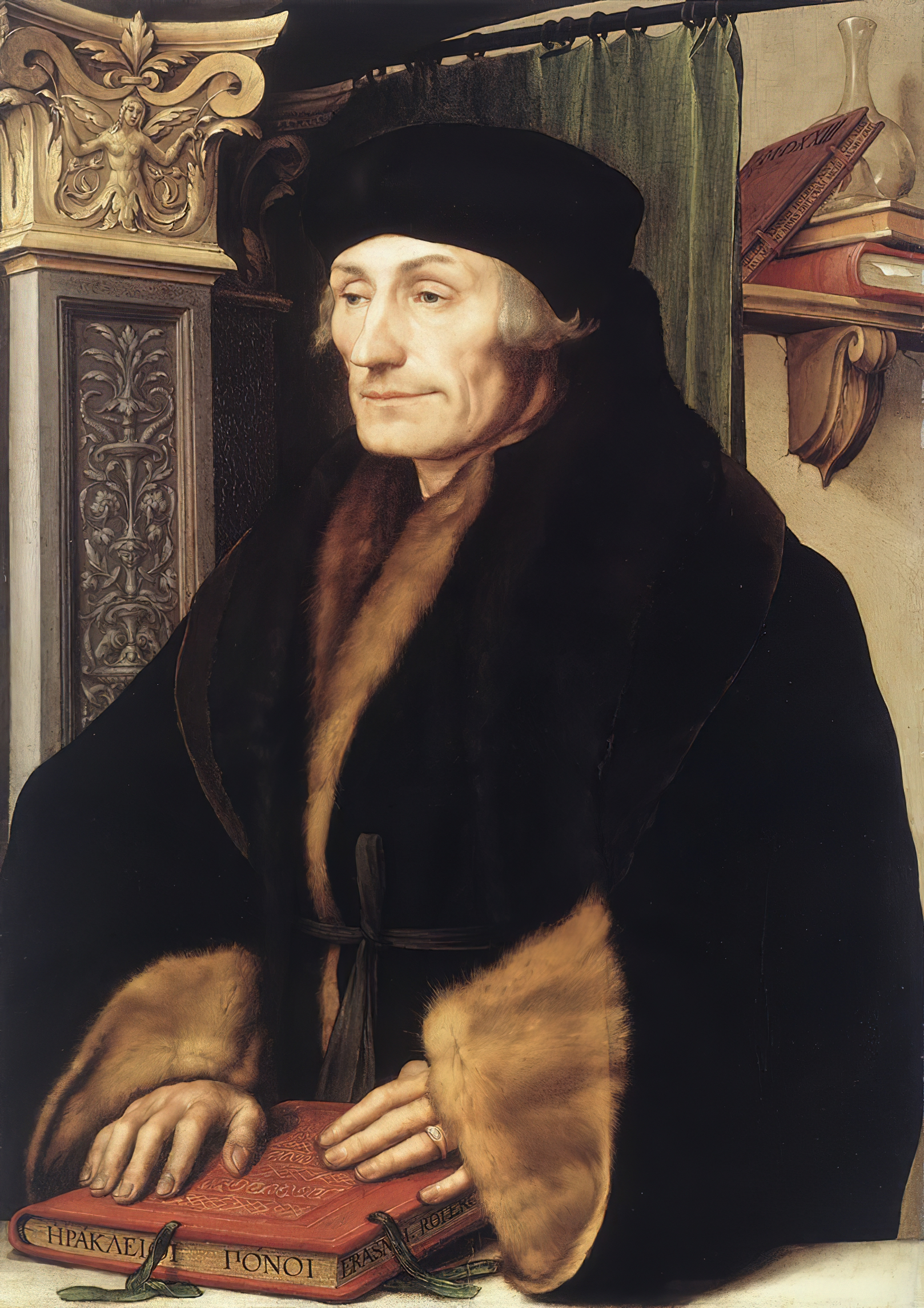
Jeden z Holbeinových portrétů Erasma Rotterdamského

Hans Holbein se stejně jako jeho starší bratr Ambrosius narodil v bavorském Augsburgu, jenž byl v té době střediskem umění, kultury a obchodu. Jeho otec byl významný německý malíř a přední osobnost přechodu německého výtvarného umění od gotiky k renesanci. V jeho dílně se také oba bratři vyučili základům malířství a zlatnické, šperkařské a tiskařské práce.

K jeho prvním známým dílům patří portrét Mladý muž v červeném baretu, jenž vznikl v roce 1515 ještě pod otcovým vlivem a je dnes uložen v Hesenském zemském muzeu v Darmstadtu. V témž roce odešel Holbein do Basileje, kde se mu v dílně malíře Hanse Herbstera dostalo dalšího vzdělání v oboru. Tam prý také ozdobil okraje knihy svého učitele sérií kreseb a perokreseb. Byla to Chvála bláznivosti holandského humanisty Erasma Rotterdamského, jemuž byl Holbein představen. Později se s ním spřátelil a namaloval tři Erasmovy portréty.

V roce 1516 si mladý Holbein při návštěvě Isenheimu prohlédl právě dokončený Grünewaldův oltář a následujícího roku 1517 odjel do Lucernu, kde pomáhal otci s freskou v sídle zdejšího purkmistra. Není doloženo, zda podnikl i studijní cestu do Itálie. Roku 1519 se vrátil do Basileje, kde se stal mistrem a po předčasné bratrově smrti vedl malířskou dílnu. Maloval oltářní obrazy a nástěnné malby, ilustroval knihy a stejně jako jeho otec navrhoval kostelní vitrážová okna a maloval portréty. Roku 1520 získal basilejské občanství, načež se oženil s vdovou Elsbeth Binsenstockovou, s níž zplodil čtyři děti.

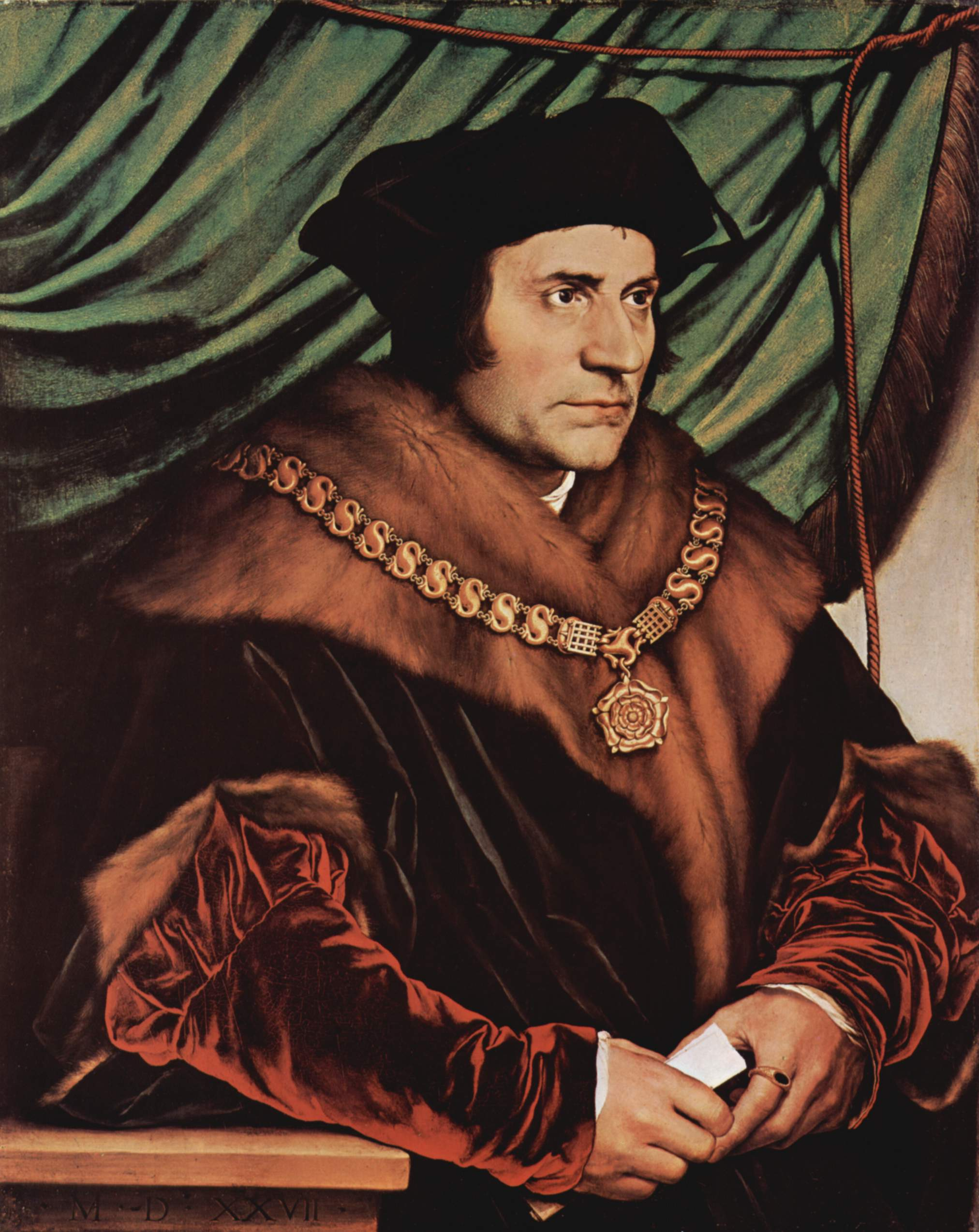
Portrét sira Thomase Mora, Hans Holbein mladší, 1527, olej na dřevě, 74,2 × 59 cm, Frick Collection, New York

### Holbein v Anglii
Svoji první cestu do Anglie podnikl Holbein v roce 1524. Ještě téhož roku se vrátil do Basileje, avšak musel se potýkat s nedostatkem práce. Proto na doporučení svého přítele Erasma Rotterdamského odjel roku 1526 znovu do Londýna. Erasmus mu dokonce napsal doporučující dopis pro svého vlivného přítele, právníka, politika a spisovatele sira Thomase Mora, jenž se stal později lordem kancléřem. Holbein strávil v Londýně pod jeho střechou přes dva roky; maloval přitom Morovy přátele a známé, mezi nimi například arcibiskupa Warhama.
V roce 1528 se opět vrátil do Basileje a za peníze, jež vydělal v Anglii, si koupil dům. Náboženské nepokoje spojené s reformací jej však zanedlouho opět vyhnaly za kanál La Manche.
Při svém návratu do Anglie v roce 1532 Holbein mezi prvními zakázkami vytvořil portrét Lady Elizabeth Vaux of Harrowdon, jediný jeho obraz dochovaný v Praze, původem ze sbírek Pražského hradu.. Brzy zjistil, že jeho staří přátelé buď zemřeli, anebo upadli v nemilost. Situace v zemi se změnila. Král Jindřich VIII. založil vlastní anglikánskou církev a sám sebe stanovil za její hlavu. Mnozí lidé s tím nesouhlasili, a ocitli se proto ve vězení a posléze i na popravišti mezi nimi i Thomas More. Holbein si uvědomil, že má-li jeho malířská dráha v Anglii nadále úspěšně pokračovat, potřebuje získat královu podporu. To se mu posléze také podařilo: v roce 1536 se stal dvorním malířem a byl pověřen namalováním prvního z řady králových portrétů.
K povinnostem dvorního malíře patřilo též cestovat po evropských zemích a portrétovat princezny na vdávání, jakož i navrhovat svatební róby královského páru.

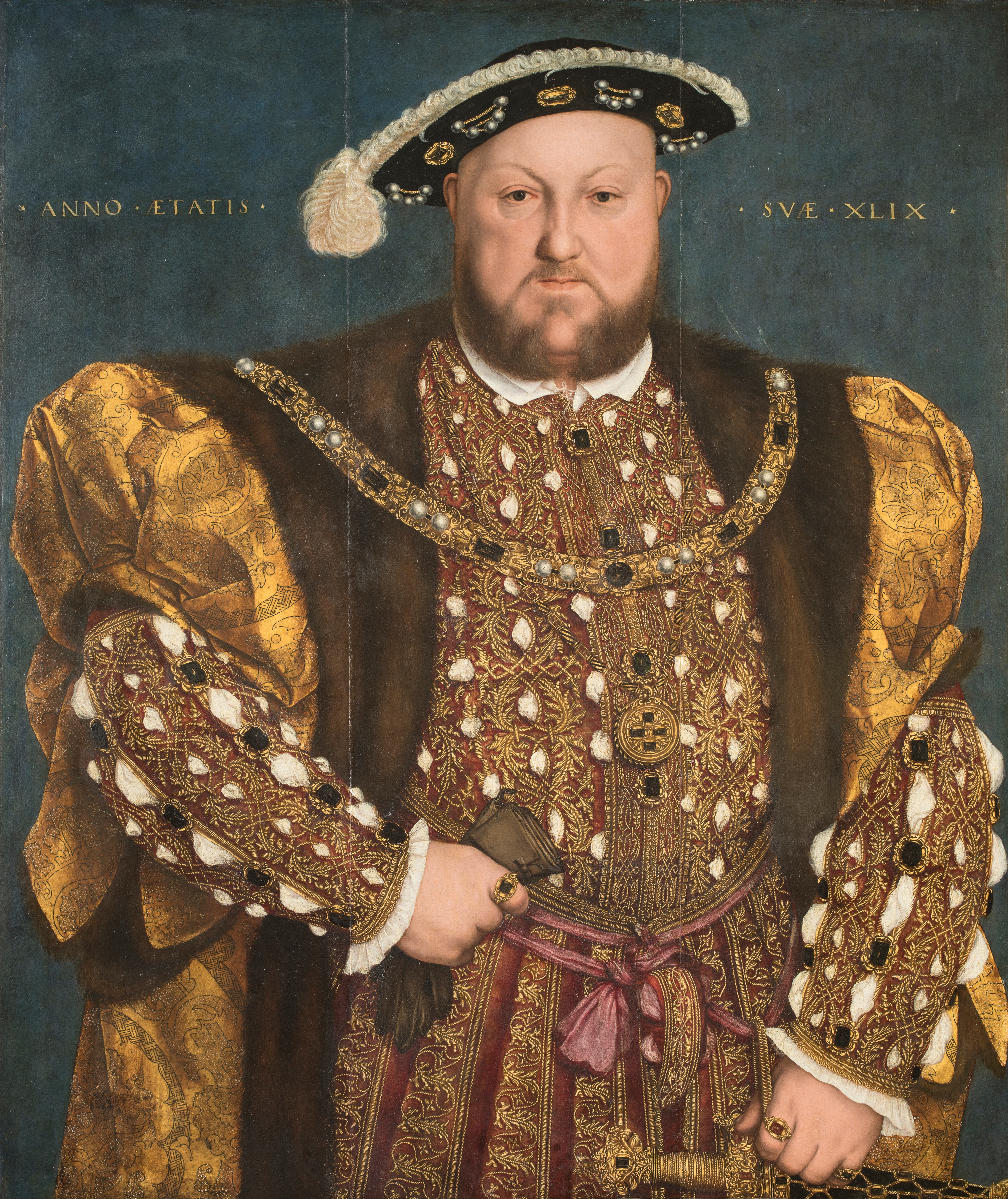
Portrét krále Jindřicha VIII.

Holbeinovi je připisováno několik dochovaných kreseb, jež mají zobrazovat Jindřichovu druhou manželku Annu Boleynovou. Na jedné z nich je portrét poněkud boubelaté ženy oblečené do prosté noční košile a čepce. Dříve se věřilo, že jde o královnin portrét v době těhotenství někdy v letech 1533–1535. Nedávný výzkum však ukázal, že jde spíš o některou z Anniných dvorních dam. Zdá se totiž pravděpodobnější, že Annin portrét byl po její popravě v roce 1536 zničen.
Holbein namaloval i Jindřichovu třetí ženu Janu Seymourovou. Portrétoval i její sestru Elisabeth, jež se provdala za syna Thomase Cromwella. Její portrét byl v 19. století, kdy byl objeven, mylně pokládán za podobiznu Jindřichovy páté ženy Kateřiny Howardové.
Po smrti Jany Seymourové namaloval Holbein pro krále i portrét dánské princezny Kristýny (dcery Kristiána II.), o jejíž ruku se Jindřich ucházel, i jeho čtvrtou manželku Annu Klevskou. Králi se tento obraz nelíbil, tvrdil o něm, že Anně příliš lichotí. Po tomto fiasku již na dvoře krále Jindřicha VIII. nepůsobil.

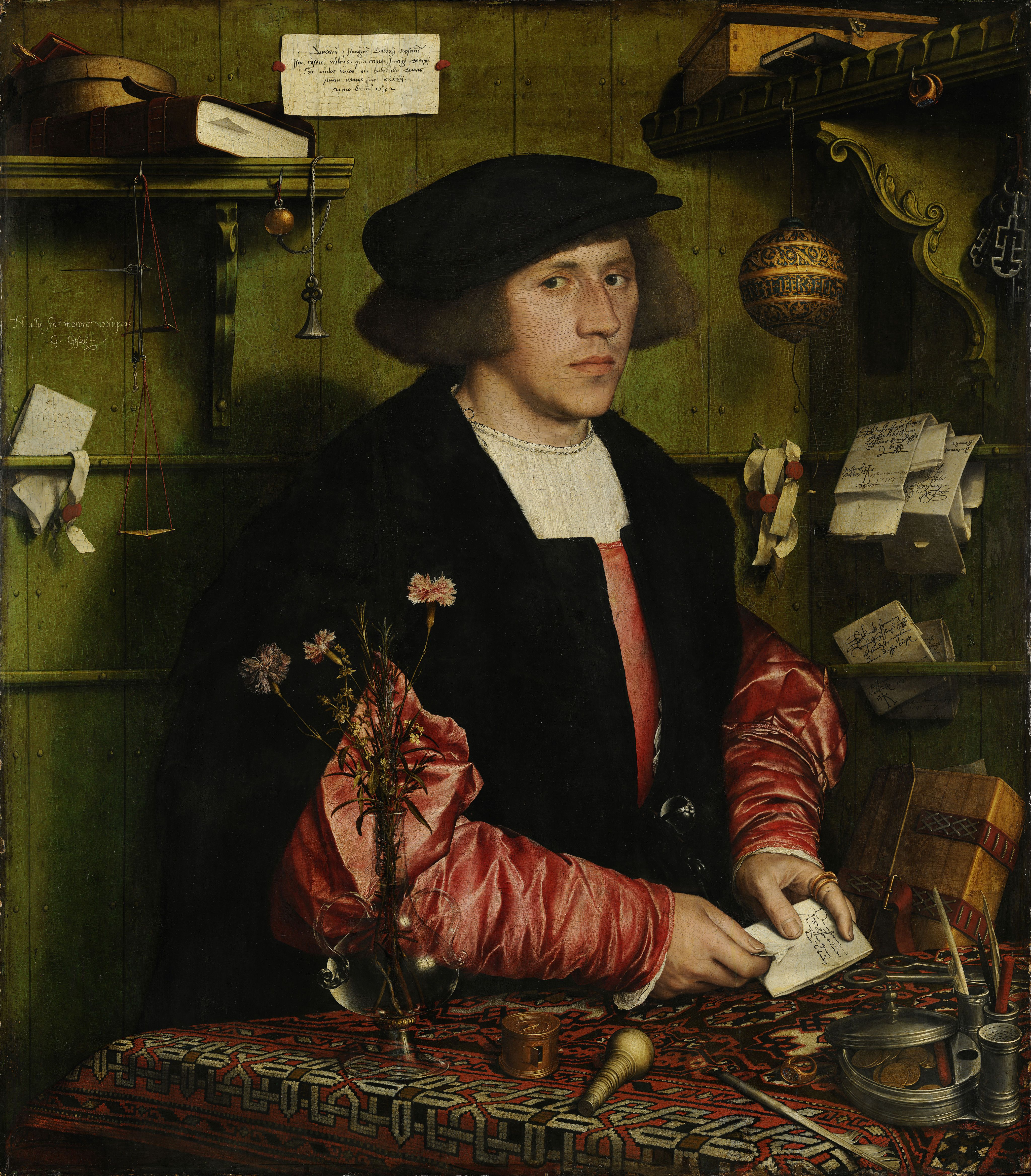
Obchodník Georg Giese, 1532

### Poslední léta
V posledním období svého života pracoval Holbein střídavě v Basileji a v Londýně. Během jednoho ze svých londýnských pobytů namaloval portrét německého obchodníka Georga Gieseho, jenž zde zastupoval hanzovní spolek.
Hans Holbein mladší zemřel v roce 1543, když pracoval na dalším portrétu Jindřicha VIII. Zdá se, že se stal obětí moru.

### Závěr

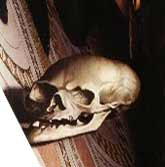
Detail lebky z obrazu Vyslanci. Lebka v popředí obrazu má divákovi naznačit, že lidský život netrvá věčně. Že jde o lebku, lze poznat pouze při pohledu zcela z pravé strany obrazu. Je tedy možné, že měl viset někde na schodišti, kde by se lebka při průchodu kolem člověku zjevila.

Hans Holbein vynikal v zachycování podrobností a ve vystižení podoby lidí, jež portrétoval. Stačí se zahledět na portrét Thomase Mora, pohlédnout na prokvétající strniště na jeho bradě, na jeho napjaté obočí a do dálky upřený pohled, který napovídá, že jde o přemýšlivého člověka.
Holbein měl ve zvyku si lidi, jež měl portrétovat, vždy předem naskicovat. Kresbu provedenou tužkou pak mnohdy doplňoval perem i barevnými křídami. Takto provedená skica se zaměřovala na zachycení rysů obličeje a obvykle opomíjela ruce. Také oblečení bylo nahozeno jen schematicky. Holbein pak skicu použil jako šablonu a pomocí techniky tence propíchaných linií přenesl kresbu za použití drceného dřevěného uhlí na plátno. V pozdějších letech používal k tomuto účelu speciální uhlový papír (kopírák). Výsledný obraz tak měl stejné rozměry jako původní skica.
Holbein kreslil i předlohy pro grafické listy a umělecká řemesla, navrhoval vše od fontán a knižních ilustrací až po zlaté číše a šperky. Zhotovil též návrhy pro řadu vitráží. Jeho svébytný ilustrační styl, jak jej známe například z ilustrací ke Starému zákonu, zůstal po řadu století závazným kánonem pro německé knižní ilustrátory.
Hans Holbein si vypracoval svůj klasický věcný styl. Patří vedle A. Dürera a M. Grünewalda k největším německým malířům 16. století a nejvýznamnějším portrétistům vůbec. Neupadal do schematismu, jeho díla se od ostatních velkých německých mistrů liší jistou věcností a chladem, úsilím o jasnost formy a smyslem pro detail. Jeho význam spočívá především v portrétech, které se vyznačují jemnou psychologií a přesnou charakterizací.